# Oliver Grau

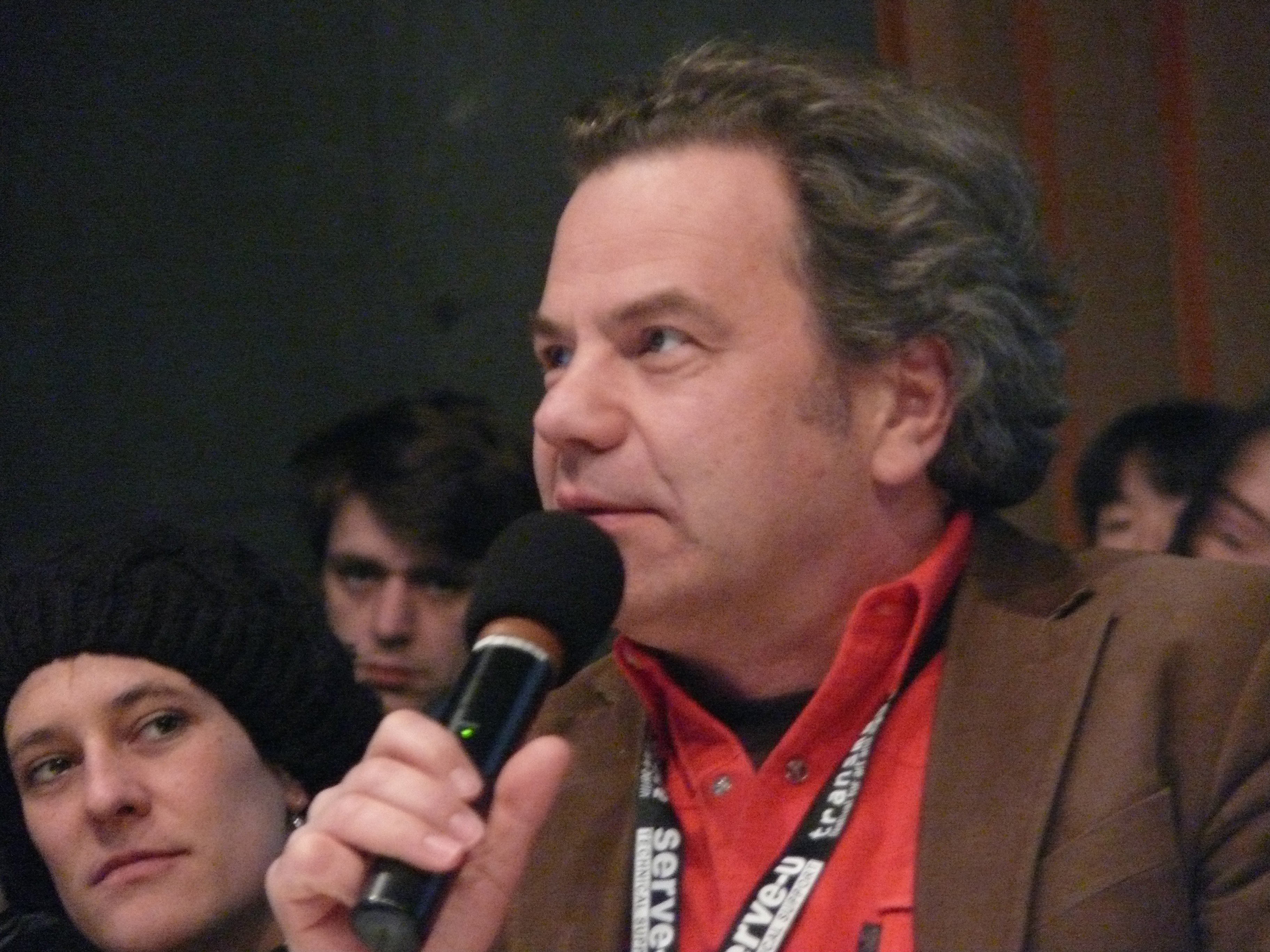
Oliver Grau

Oliver Grau (n. 24 octombrie 1965) este un istoric al artelor german. A studiat istoria artei și teorii media cu specializarea în cultură vizuală /comunicare vizuală, în modernism și științe media, precum și în cultura secolului al XIX-lea și a renascentismului italian.

## Biografie
După absolvirea facultății la Hamburg (profesorii Martin Warnke și Klaus Herding, printre alții), la Siena (Luciano Bellosi) și la Londra și în urma obținerii doctoratului la Berlin (Horst Bredekamp și Friedrich Kittler), Oliver Grau a predat și a cercetat la Universitatea Humboldt din Berlin,  a fost invitat în laboratoare de cercetare din Japonia și SUA și începând cu 2003, anul titularizării sale a fost profesor supleant la universități de talie internațională. Din 2005 este titularul primei catedre de cultură vizuală din spațiul germanofon și șeful departamentului pentru cultură vizuală din cadrul universității din Krems an der Donau. Grau este consilier și expert pentru diverse reviste de specialitate, asociații și fundații.

## Cercetare
Cercetările sale în domeniul culturii vizuale s-au concentrat, mai ales, asupra istoriei artei noilor media, imersiune și emoții, precum și asupra istoriei imaginilor însuflețite de idei și cultură și a imaginilor telematice, respectiv teleprezență, precum și asupra dezvoltării instrumentelor de lucru specifice culturii vizuale, cum ar fi baze de date de imagini și video online.

## Imersiune
Cartea sa Virtual Art: From Illusion to Immersion a fost tradusă din limba germană  în engleză, portugheză, chineză și croată, s-a bucurat de peste 60 de recenzii și a fost citată de peste 500 de ori în publicații științifice, conform indexului H. Cartea conține o teorie comparativă a relației imagine – privitor, din punct de vedere istoric, precum și o analiză sistematică a reației artișt – operă - privitor, în contextul artei digitale. Grau dezvoltă un model explicativ pentru istoria evoluției mediilor creatoare de iluzii: aceasta rezultând din dependența relativă a noi potențiale sugestive senzoriale și a forțelor de distanțare care li se opun, a competenței media a privitorilor (Grau 2000). În același timp, Grau cercetează interdisciplinar metode pentru a provoca privitorului senzația de imersiune în spații vizuale digitale, respectiv potențarea acestora: acest lucru s-a întâmplat, mai ales prin interacțiunea (reacția imaginilor în timp real la mișcarea utilizatorilor Grau 1999-2007), utilizarea proceselor imagistice evolționiste – de exemplu prin algoritmuri genetice - (Grau 1997 și 2001), feedback tactil,  crearea naturală a interfeței (Grau 2002), impresia prin prezență telematică (Grau 2000) și mai ales prin crearea complexă a displayului de imagine, așa încât cel puțin să umple câmpul visual al privitorului, cu posibilitatea de a ajunge la până la 360° orizontal și vertical (Grau 2001 și 2003). Prin efectuarea acestor studii s-a încercat depășirea unei abordări convenționale monomediale a cercetării iluziei, în schimb au fost introduși termeni precum multisenzorial, potențial de sugestie, spațiu visual, dispoziție individuală a privitorilor, evoluția mediilor vizuale iar teoriile existente privind distanța, ale lui Cassirer, Panofsky ș.a. pentru spații vizuale digitale au fost extinse. În continuare s-au prezentat cercetări privind legătura inovatoare între arhitectură și imagini imersive în mișcare,(Grau 2003 p.a.), precum și privind imersia în istoria filmului (Grau 2006 și 2007). Majoritatea publicațiilor fac referință la două proiecte de cercetare extinse pe o durată de mai mulți ani, ale Comunității Științifice Germane ('Istoria artei și teorii media ale realității virtuale' 1998-2002 și 'Arta imersivă' 2002-2005).

## Cercetarea emoțiilor
Din mai multe proiecte de cercetare effectuate în cadrul Academiei de Științe Berlin-Brandenburg și Leopoldina și a două academii de vară finanțate de fundația Volkswagen, a rezultate, printre altele, un studiu interdisciplinar privind istoria ghidării sentimentelor prin imagine și sunet (GRAU 2005). Extinzând cercetările efectuate de Antonio Damasio, Joseph LeDoux și Wolf Singer, și după exemplele Altarului de la Isenheim, pictat de Matthias Grünewald, filmul "Triumph des Willens", regizat de Leni Riefenstahl, și al jocului pe calculator "America's Army" s-au demonstrat efectele formatoare de comunități ale trăirilor vizuale emoționale și astfel s-a cercetat un concept cheie al științelor vizuale.

## Istoria artelor media
Începând cu 2002 Grau a adus cercetarea interdisciplinară privind arta media și istoria acesteia în conferințe comune (comp. Grau 2007), ceea ce a condus în 2005 la prima conferință privind istoria artei media la Banff. Au avut loc diverse conferințe la Berlin (2007) și Melbourne (2009), Liverpool (2011), iar în 2013 această serie va continua la Riga (comp. arhiva de texte online mediaarthistory.org).

## Instrumente de lucru ale științelor vizuale
Grau a conceput instrumente de lucru ale științelor vizuale pentru științele umaniste/digital humanities, prin proiectul condus în cadrul Universității Humboldt șil finanțat de Comunitatea germană de cercetare a artei imersive, a cărei echipă a dezvoltat în 1998 baza de date Virtual Art, prima arhivă internațională pentru artă, condusă ca open source la Universitatea Donau. În calitate de prima arhivă online, baza de date Virtual Art (DVA) emite în mod regulat documentații video, încă din anul 2000. Din 2005 Grau este și șef al bazei de date a Graphische Sammlung Göttweig, cea mai mare colecție de artă grafică din Austruia, care cuprinde 30.000 de opere ale unor artiști precum Albrecht Dürer sau Gustav Klimt, online din 2007.

## Activitate didactică
Grau a dezvoltat curricula internationale pentru arte vizuale: programul de masterat MediaArtHistory, programele pentru experți academici  Managementul colecțiilor digitale și design de expoziție, competențe vizuale, precum și programe de masterat pentru științe vizuale și crossmedia.În plus  prin Danube Telelectures s-a creat un nou format interactiv pentru prelegeri și dezbateri, care se emite la nivel internațional.

## Distincții și activitatea de consilier
Oliver Grau a fost ales în 2001 membru al Junge Akademie a Academiei de Științe Berlin-Brandenburg și Leopoldina; 2002InterNationes/Goethe Institut; 2003 Book of the Month, Scientific American; în 2003 dl. Grau a fost bursier al Centrului de Excelență Germano – Italian Villa Vigoni; în 2004 a obținut premiul special media al Scoietății Universitare Humboldt; în 2008 Grau a dat curs invitației de a participa la programul cultural din cadrul Olimpiadei de la Beijin; în 2010 la summitul G20 la Seoul; în 2011 la Universitatea POSTECH, unde a dechis cu 2 discursuri seria purtătorilor Premiului Nobel.
Grau este, printer altele, consilier al urmatoarelor publicații și instituții științifice: International Journal of Media & Cultural Politics (UK); Rundbrief Fotografie; IJArt Journal (UK); EKFRASE: Nordisk Tidsskrift for Visuell Kultur (N); International Journal of Art and Technology (UK); SECOND NATURE: International Journal of Creative Media (AUS); IMAGES, Journal for Visual Studies in Southeast Europe; JUNCTURES The Journal for Thematic Dialogue (NZ); Jordan Journal of the Arts; Revista de Estudios Globales y Arte Contemporaneo (ESP); MediaArtHistories Conference Series (seit 2004) Interdisciplinary Research Center Humanities/Art/Technology, Adam Mickiewicz University, Poznan, (POL); St. Petersburg Branch of the Russian Institute for Cultural Research, Machina Media (RUS).

## Lucrări publicate

### Monografii
- Die Sehnsucht, im Bild zu sein. Zur Kunstgeschichte der virtuellen Realität. Dissertation. Humboldt-Universität, Berlin 1999.
- Virtual Art. From Illusion to Immersion. MIT-Press, Cambridge 2003 (traducere lb. chineză 2006, sârbă 2008, portugheză 2009).
- Bildwerdung. Habilitationsschrift. Kunstuniversität, Linz 2004.

### Altele
- Imagery of the 21st Century, Cambridge: MIT-Press 2011.
- MediaArtHistories, Cambridge: MIT Press 2007 (Übersetzungen in Brasilien und Mazedonien).
- Mediale Emotionen. Zur Lenkung von Gefühlen durch Bild und Sound, (gemeinsam mit Andreas Keil): Frankfurt/Main: Fischer 2005.
- Druckgrafik bis Medienkunst: Neue Analyseinstrumente für die historisch vergleichende Bildforschung. in: Rundbrief Fotografie, Vol. 21 (2014), No. 1/2 [N.F. 81/82], S. 108-116.
- Our Digital Culture Threatened by Loss, in: The World Financial Review, 2014, pp. 40-42.
- New Perspectives for the (Digital) Humanities, in: The Challenge of the Object, Congress Proceedings of the 33rd Congress of the International Committee of the History of Art. T. 1-3. Ed. by G. Ulrich Großmann/Petra Krutisch, Nuremberg 2013, S. 990-994.
- Image Science & MediaArtHistories. New Infrastructures for 21th Century. in: Gunther Friesinger, Johannes Grenzfurthner, Thomas Ballhaus (Eds.): Mind and Matter. Comparative Approaches towards Complexity, Bielefeld: transcript 2011, S. 29-37.
- Media Art’s Challenge for our Societies. in: 2010 International Humanities Conference, Boundary Crossing Humanities and Symbiotic Society, Yonsei University, Seoul 2010, S. 163-193.
- Renewing knowledge structures for Media Art. in: EVA London 2010. Electronic Visualisation and the Arts, BCS London, Alan SEAL, Jonathan BOWEN and Kia NG (Eds.), S. 286-295.
- Living Habitats: Immersive Strategies. in: Christa Sommerer, Laurent Mignonneau (Hg.): Interactive Art Research, Springer, Vienna/New York 2009, S. 170-175.
- Media Art Needs Histories and Archives. in: Zhuangshi, Beijing 2008, No. 7, S. 50-61.
- The Recombinant Reality – Immersion and Interactive Image Spaces. in: Synthetic Times, Cambridge, M.A.: MIT Press 2008, S. 72-93 (German/Chinese).
- “Vorsicht! Es scheint, das er direkt auf die Dunkelheit zustürzt, in der Sie sitzen.” Immersions- und Emotionsforschung, Kernelemente der Bildwissenschaft. in: Klaus Herding/Antje Krause-Wahl (Eds.): Wie sich Gefühle Ausdruck verschaffen, Taunusstein: Verlag Dr. H. H. Driesen GmbH 2007, S. 263-288.
- Phantasmagorischer Bildzauber des 18. Jahrhunderts und sein Nachleben in der Medienkunst. in: Brigitte Felderer (Ed.): Rare Künste: Zur Kultur und Mediengeschichte der Zauberkunst, Vienna 2006, S. 461-480.
- Kunst als Inspiration medialer Evolution: Überwindungsvisionen der Kinoleinwand vom Stereopticon zur Telepräsenz. in: Thomas Hensel, Klaus Krüger, Tanja Michalsky (Eds.): Das bewegte Bild. Film und Kunst, Munich 2006, S. 419-448.
- MedienKunstGeschichte: Für eine transdisziplinäre Bildwissenschaft in: Matthias Bruhn and Karsten Borgmann (Eds.): Sichtbarkeit der Geschichte. Beiträge zu einer Historiografie der Bilder / ed. for H-Arthist and H-Soz-u-Kult. Berlin: Clio-online and Humboldt University of Berlin 2005.
- Der Digitale Bau: Aktuelle Tendenzen der Raumvisualisierung und ihre Vorläufer in: Thesis, Wissenschaftliche Zeitschrift der Bauhaus-Universität Weimar, 2004, Vol. 3, S. 112-121.
- For an Expanded Concept of Documentation: The Database of Virtual Art, ICHIM, École du Louvre, Cultural institutions and digital technology, acte publié avec le soutien de la Mission de la Recherche et de la Technologie du Ministère della Culture et de la Communication, Paris 2003, Proceedings, CD-Rom, pp. 2-15.
- Bilder von Kunst und Wissenschaft: Auf dem Weg zur Bildwissenschaft, in: Gegenworte: Zeitschrift für den Disput über Wissen, edited by BBAW, Berlin 2002, pp. 25-30.
- Kunst als Inspiration medialer Evolution. Intermediale Etappen des Virtuellen im 20. Jahrhundert, in: Christoph Tholen (Ed.): Intervalle 5, Schriftenreihe des Wissenschaftlichen Zentrums der Universität Kassel: Kassel University Press 2002, pp. 57-76.
- New Images from Life, in: Art Inquiry: Recherches sur les Arts, Ryszard Kluszinsky (Ed.), annual publication by Lodz Scientific Society, 2001, pp. 7-26.
- Zwischen Bildsuggestion und Distanzgewinn, in: Klaus Sachs-Hombach (Ed.): Vom Realismus der Bilder: Interdisziplinäre Forschungen zur Semantik bildlicher Darstellungsformen, Magdeburg 2001, pp. 213-227.
- The History of Telepresence: Automata, Illusion, and The Rejection of the Body in: Ken Goldberg (Ed.): The Robot in the Garden: Telerobotics and Telepistemology on the Internet, Cambridge/Mass.: MIT-Press 2000, pp. 226-246.
- Into the Belly of the Image: Historical Aspects of Virtual Reality, in: Leonardo: Journal of the International Society for the Arts, Sciences and Technology, Vol. 32, Issue 5, 1999, pp. 365-372.
- Hingabe an das Nichts: Der Cyberspace zwischen Utopie, Ökonomie und Kunst, in: Medien.Kunst.Passagen, No. 4, 1994, pp. 17-30.

### Baze de date publicate
- Digitale Kunst (bază de date pentru artă virtuală), din 2000 virtualart.at
- MedienKunstGeschichte, din 2005 www.MediaArtHistories.org
- Graphische Sammlung Göttweig online, din 2007 www.gssg.at